# Московский Художественный театр
Моско́вский Худо́жественный теа́тр (сокр. МХТ) — исторический драматический театр в Москве, основанный Константином Станиславским и Владимиром Немировичем-Данченко 26 октября 1898 года.
Первоначально назывался Художественно-общедоступный театр. С 1901 года — Московский Художественный театр (МХТ), с 1919 года — Московский Художественный академический театр (МХАТ), с 1932 года — Московский Художественный академический театр СССР имени М. Горького.
В марте 1987 года разделился на 2 театра, принявших официальные наименования: Московский Художественный академический театр имени М. Горького (сокращённо МХАТ имени М. Горького), который является правопреемником МХАТ СССР имени М. Горького, и новый театр — Московский Художественный академический театр имени А. П. Чехова (МХАТ имени А. П. Чехова, позже МХТ имени А. П. Чехова).

## История

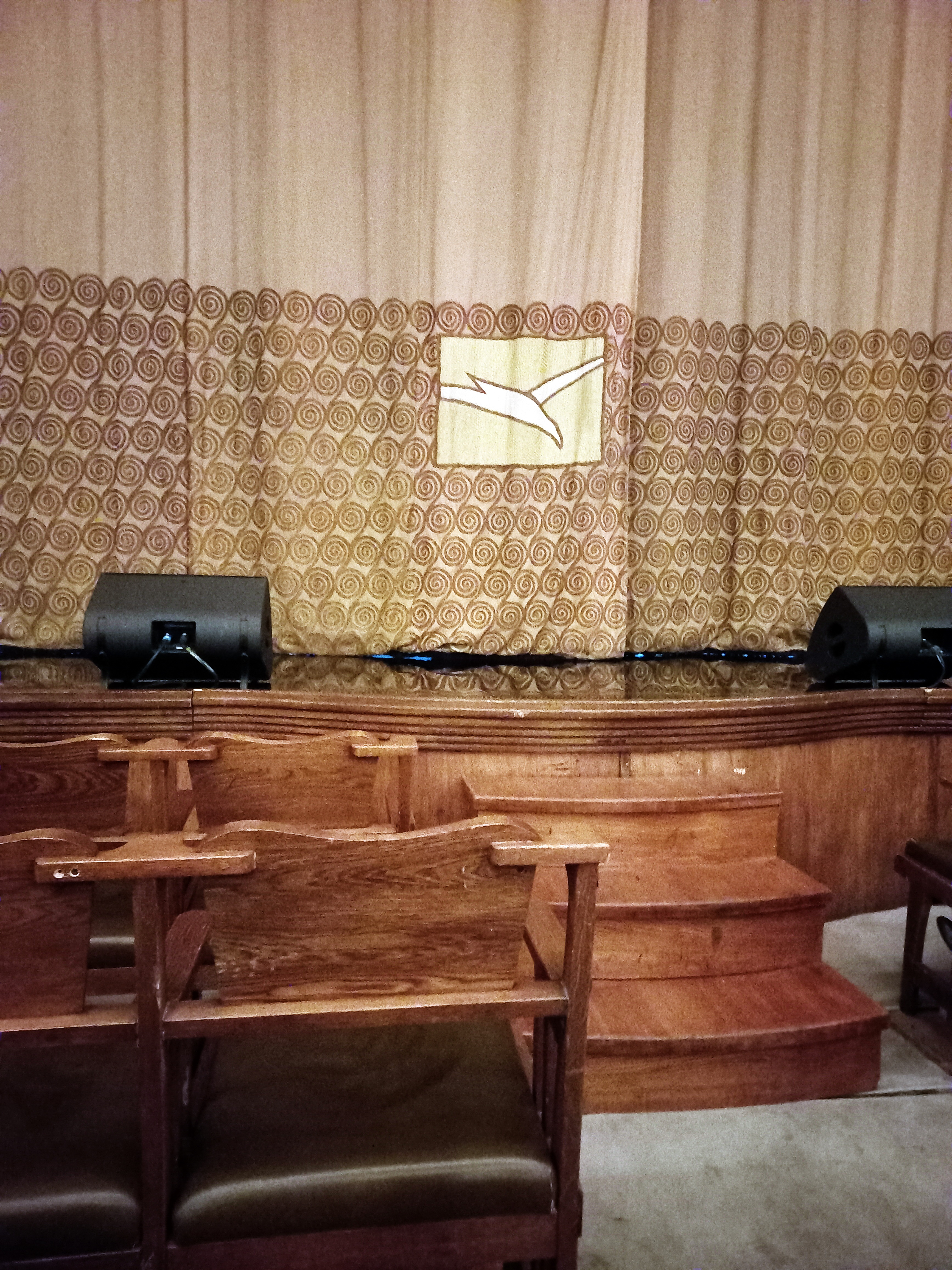
Занавес с "фирменной" чайкой

### История создания
Началом Художественного театра считается встреча в ресторане «Славянский базар» в июне 1897 года уже известного к тому времени театрального деятеля, актёра и режиссёра Константина Станиславского и опытного педагога и драматурга Владимира Немировича-Данченко. В ходе этой встречи была сформулирована программа нового театра, в целом основанная на тех же новаторских принципах, которые проповедовали парижский «Свободный театр» Андре Антуана и берлинская «Свободная сцена» Отто Брама: ансамблевости, подчинения всех компонентов спектакля единому замыслу, достоверности в воссоздании исторического или бытового антуража. «Мы протестовали, — писал Станиславский, — и против старой манеры игры… и против ложного пафоса, декламации, и против актёрского наигрыша, и против дурных условностей постановки, декораций, и против премьерства, которое портило ансамбль, и против всего строя спектаклей, и против ничтожного репертуара тогдашних театров».
«Общедоступность» нового театра предполагала в первую очередь невысокие цены на билеты; поскольку найти необходимые средства не удавалось, решено было обратиться за субсидиями в Московскую городскую думу. Немирович-Данченко представил в Думу доклад, в котором, в частности, говорилось: «Москва, обладающая миллионным населением, из которого огромнейший процент состоит из людей рабочего класса, более, чем какой-нибудь из других городов, нуждается в общедоступных театрах». Но субсидии получить не удалось, в итоге пришлось обратиться за помощью к состоятельным пайщикам и повысить цены на билеты. В 1901 году слово «общедоступный» из названия театра было удалено, но ориентация на демократического зрителя оставалась одним из принципов МХТ.

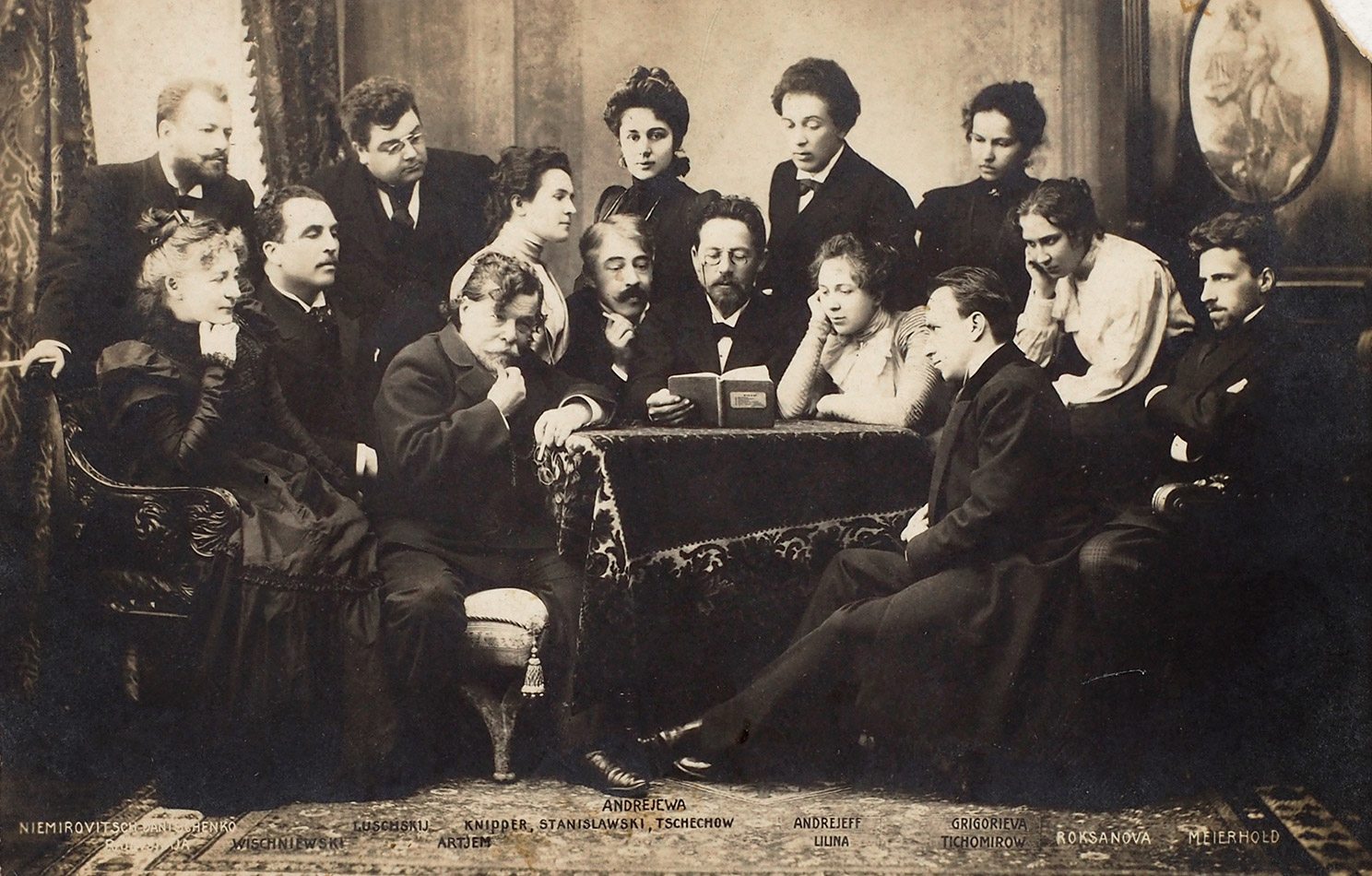
Антон Чехов читает «Чайку» артистам театра, 1898 год. Слева от Чехова сидит Константин Станиславский, рядом с ним стоит Ольга Книппер, в левом углу стоит Владимир Немирович-Данченко. Справа сидит Мария Лилина, в правом углу сидит Всеволод Мейерхольд

Во главе Художественно-общедоступного театра стали Владимир Немирович-Данченко — директор-распорядитель и Станиславский — директор и главный режиссёр. Основу труппы составили воспитанники драматического отделения Музыкально-драматического училища Московского филармонического общества, где актёрское мастерство преподавал Немирович-Данченко (в том числе Иван Москвин, Ольга Книппер, Маргарита Савицкая, Всеволод Мейерхольд), и участники любительских спектаклей, поставленных Станиславским в «Обществе любителей искусства и литературы» (актрисы Мария Андреева, Мария Лилина, Мария Самарова, актёры Василий Лужский, Артём (Александр Артемьев), Георгий Бурджалов и др.).

### Ранние годы
Московский Художественно-общедоступный театр открылся 14 (26) октября 1898 года первой на московской сцене постановкой трагедии Алексея Константиновича Толстого «Царь Фёдор Иоаннович». Спектакль был совместной постановкой К. Станиславского и Вл. Немировича-Данченко, главную роль в нём сыграл Иван Москвин. 26 января 1901 года состоялось юбилейное, сотое представление; в архиве Станиславского сохранилась запись: 

«Успех „Царя Фёдора“ был так велик, что сравнительно скоро пришлось праздновать его сотое представление. Торжество, помпа, восторженные статьи, много ценных подношений, адресов, шумные овации свидетельствовали о том, что театр в известной части прессы и зрителей стал любим и популярен».
17 (29) декабря 1898 года состоялась легендарная премьера чеховской пьесы «Чайка», которая прошла в Санкт-Петербурге в Александринском театре осенью 1896 года; публика спектакль не приняла и  пьеса провалилась. В Москве успех был грандиозным. Затем — в 1899 и 1901 годах ставились «Дядя Ваня» и «Три сестры»; на премьерах были Л. Н. Толстой и Максим Горький. В марте—сентябре 1903 года А. П. Чехов написал пьесу «Вишнёвый сад», 17 декабря 1903 года в театре провели первую репетицию пьесы. В 1904 году — в год 25-летия чеховской деятельности — труппа МХТ чествовала драматурга овациями после показа «Вишнёвого сада»; на премьере присутствовала 15-летняя Анна Ахматова.
Художественно-общедоступный театр  рождался, по свидетельству Леонида Андреева, как «крохотный театрик», был «оригинален и свеж», одни его горячо хвалили, другие столь же горячо ругали. В феврале 1901 года Л. Н. Андреев писал: 

«Но проходило время, всё глубже и глубже входил театрик в жизнь и, как острый клин, колол её надвое… Как-то незаметно из-за вопросов чистого искусства, вопросов специально театральных и иногда даже чисто режиссёрских стали показываться загадочные физиономии вопросов более серьёзного характера и уже общего порядка. И чем яростнее разгоралась брань, чем больший круг людей захватывала она, тем более и тем яснее Художественный театр претворялся в то, что он есть на самом деле — в символ… Смелый, добрый и яркий, он встал грозным memento mori сперва перед омертвевшей рутиной всех иных драматических (и даже оперных; даже балета коснулось его влияние) театров, а затем перед рутиной, спячкой и застоем вообще».

#### Здание
Первые четыре сезона (1898—1902) театр давал спектакли в арендованном театре Я. В. Щукина «Эрмитаж», сада «Эрмитаж» в Каретном Ряду, в зале на 815 мест. Уже к третьему сезону стало ясно, что театру необходимо совершенно иное здание.

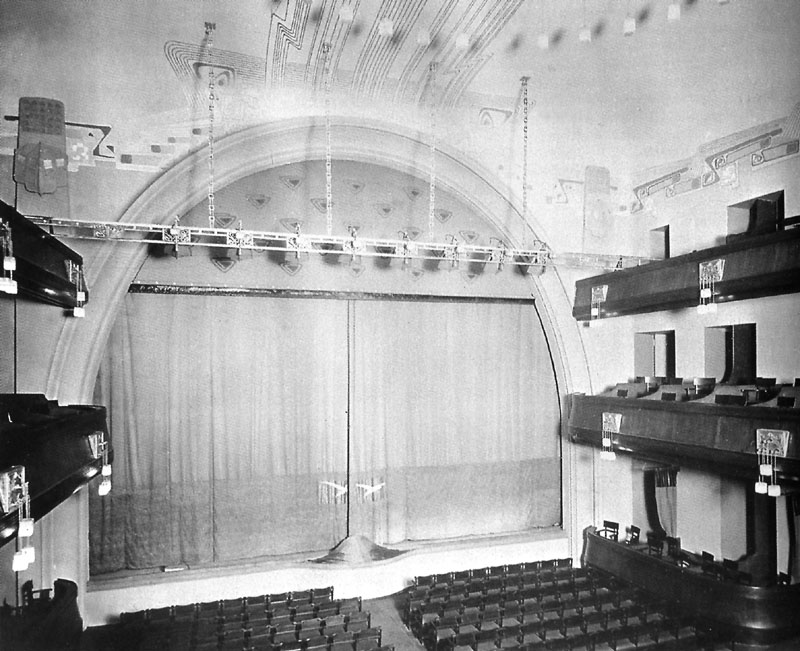
Зал Московского художественного театра после перестройки 1900—1903. Архитектор Фёдор Шехтель

Вопреки театральной практике того времени, в МХТ к каждой премьере создавали новые декорации и не использовали старые. Оформление, которое уже не помещалось в театре, круглый год хранилось в сараях сада «Эрмитаж», где подвергалось быстрой порче. Его нужно было постоянно восстанавливать, от ряда деталей приходилось отказываться. Теснота, запущенное состояние театра, недостаток помещений для репетиций и работы мастерских требовали переезда в более вместительное здание с совершенно иным сценическим оборудованием.
Средств на строительство не было. Условия работы МХТ значительно отличались от императорских театров, которые не платили аренду и получали дотации от государства. Судьба МХТ полностью зависела от возможностей меценатов и от сборов. «Общедоступные» цены на билеты грозили театру финансовым крахом, несмотря на то что они ощутимо росли от сезона к сезону.
МХТ был учреждён в форме товарищества на паях, где впервые в театральном деле предприятие принадлежало не труппе, а 13 пайщикам, среди которых театр представляли Станиславский и Немирович-Данченко. Пайщики принимали решения на общих собраниях, обладая неравным количеством голосов, пропорционально финансовому вкладу; наиболее значительный вклад принадлежал меценату Савве Морозову, который наряду со Станиславским и Немировичем-Данченко определял всю деловую деятельность МХТ, а к 1902 году полностью взял на себя финансирование театра и заботы по аренде, реконструкции и оборудованию нового здания. Купить паи в три тысячи рублей было предложено также «вызывающим доверие» актёрам, в их числе — О. Л. Книппер; В. Э. Мейерхольд и А. А. Санин-Шенберг, которых обошли при раздаче паёв, и через год они покинули театр. Морозов предложил также А. П. Чехову стать пайщиком и получил его согласие, когда пообещал, что в качестве взноса будет зачтён долг Коншина Чехову за имение Мелихово.
С осени 1902 года театр начал работать в здании в Камергерском переулке. Театр домовладельца Лианозова был перестроен на средства Саввы Морозова архитектором Фёдором Шехтелем, при участии Ивана Фомина и Александра Галецкого, за три летних месяца 1902 года. Проект реконструкции Шехтель выполнил безвозмездно: он отказался обсуждать вопрос оплаты ещё на стадии переговоров. Оформление интерьеров, освещение, орнаменты, эскиз занавеса со знаменитой эмблемой Художественного театра — летящей над волнами чайкой, — также принадлежат Шехтелю. Правый подъезд театра украшает гипсовый горельеф Анны Голубкиной «Волна». Шехтель разработал проект поворотного круга сцены, спроектировал вместительные подсценические трюмы, карманы для хранения декораций, раздвижной занавес взамен поднимающегося. Зрительный зал был рассчитан на 1 200 мест.

#### Репертуар
См. также Спектакли Московского Художественного театра

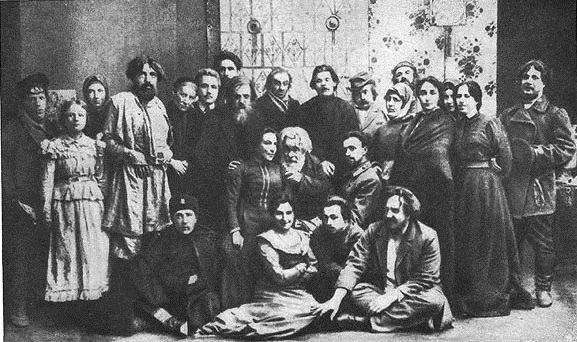
А. М. Горький среди исполнителей пьесы «Мещане», 1902 г.

В период 1898—1905 годов Художественный театр отдавал предпочтение современной драматургии; наряду с трагедиями А. К. Толстого — «Царь Фёдор Иоаннович» и «Смерть Иоанна Грозного», со Станиславским в главной роли, программными для театра стали постановки пьес А. П. Чехова («Чайка», «Дядя Ваня», «Три сестры», «Вишнёвый сад», «Иванов») и А. М. Горького («Мещане», «На дне»), который именно по настоянию основателей МХТ обратился к драматургии. Однако написанные в 1904 году «Дачники» в театре поставлены не были: Станиславский и Немирович-Данченко, по словам И. Соловьёвой, «были озадачены нарочитой поверхностностью новой пьесы, её прямой политизированностью». Поставив в 1905 году пьесу «Дети солнца», театр в дальнейшем на протяжении почти трёх десятилетий к драматургии Горького не обращался.

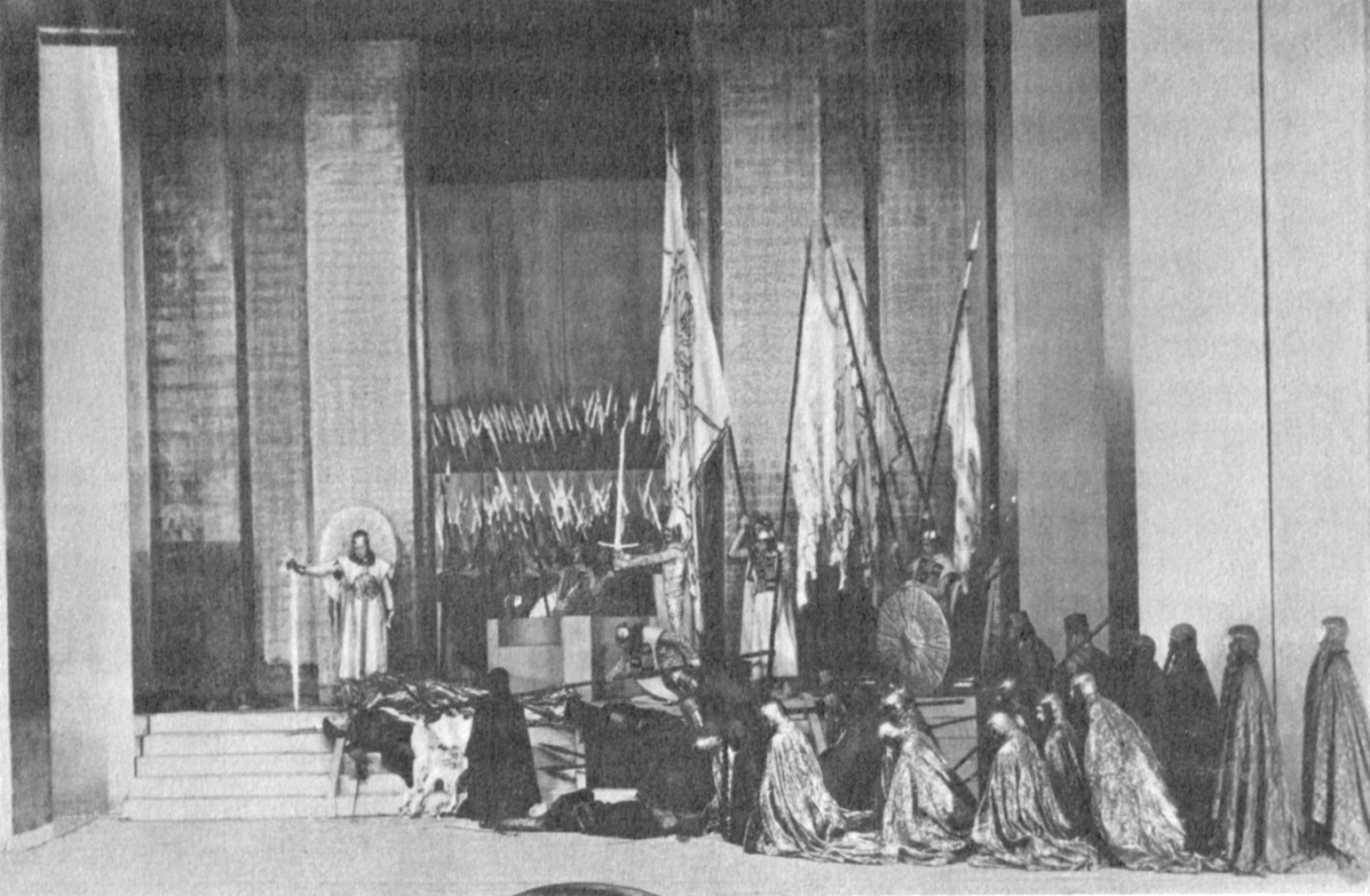
Финальная сцена «Гамлета» Г. Крэга, 1911 год

Заметное место в репертуаре Художественного театра занимали и современные зарубежные драматурги, прежде всего Г. Ибсен и Г. Гауптман.
В дальнейшем театр всё чаще обращался к отечественной и зарубежной классике: Пушкину, Гоголю, Л. Толстому, Достоевскому, Мольеру и другим авторам. В 1911 году Гордон Крэг поставил на сцене МХТ шекспировского «Гамлета» с Василием Качаловым в главной роли. М. Горькому в этот период театр предпочитал Леонида Андреева.
В 1906 году Художественный театр предпринял свои первые зарубежные гастроли — в Германии, Чехии, Польше и Австрии.

#### Поиски
С открытием Художественного театра для его основателей поиски в области режиссуры и актёрского мастерства только начались. Ещё в 1905 году Станиславский вместе с уже покинувшим театр Вс. Мейерхольдом создал экспериментальную студию, вошедшую в историю под названием «Студия на Поварской» (Театр-студия на Поварской). К работе в Студии, открытой 5 мая 1905 года, Станиславский привлёк Валерия Брюсова, композитора Илью Саца и группу молодых художников — для поисков новых принципов оформления сцены; всю режиссёрскую работу при этом вёл Мейерхольд. Однако, по словам Мейерхольда, «случилось так, что Театр-студия не захотел быть носителем и продолжателем убеждений Художественного театра, а бросился в строительство нового здания с основания», — в октябре 1905 года Студия прекратила своё существование.
В 1913 году была открыта первая, но не последняя официальная студия Художественного театра, позже получившая наименование 1-й Студии МХТ. В этой творческой лаборатории, руководимой Станиславским и Леопольдом Сулержицким, отрабатывались новые методы работы актёра, лёгшие в основу системы Станиславского; здесь же под руководством Сулержицкого ставили спектакли молодые режиссёры — Борис Сушкевич, Евгений Вахтангов и другие.
Для режиссёрских поисков была открыта и основная сцена Художественного театра: кроме основателей и Василия Лужского, спектакли в МХТ ставили Л. А. Сулержицкий, Константин Марджанов и Александр Бенуа, пришедший в театр в качестве художника.
Продолжались поиски и в области декорационного оформления; кроме постоянного художника Виктора Симова, к работе в Художественном театре привлекались В. Е. Егоров, представители «Мира искусства» Александр Бенуа, Мстислав Добужинский, Николай Рерих, Борис Кустодиев.
В 1916 году, на основе частной Школы драматического искусства, в которой актёрское мастерство преподавали ведущие артисты Художественного театра, режиссёр МХТ Вахтанг Мчеделов образовал 2-ю Студию МХТ. Эта студия специализировалась на модернистском репертуаре, ставила пьесы Зинаиды Гиппиус, Леонида Андреева, Фёдора Соллогуба, в 1920 году - ''Двенадцать'' Блока.

### Художественный театр в советскую эпоху

#### 1920-е годы
В 1920 году Художественный театр, наряду с Малым и Александринским, стал одним из первых драматических театров, возведённых в ранг академических, и превратился во МХАТ.
Между тем театр переживал непростые времена. Впервые обнаружившиеся в 1902 году, в ходе работы над спектаклем «На дне», разногласия между Станиславским и Немировичем-Данченко в 1906 году заставили их отказаться от совместных постановок, как это было принято с момента основания. Впоследствии Станиславский писал:

 «Мы — оба главные деятеля театра сложились в самостоятельные законченные режиссёрские величины. Естественно, что каждый из нас хотел и мог идти только по своей самостоятельной линии, оставаясь при этом верным общему, основному принципу театра… Теперь каждый из нас имел свой стол, свою пьесу, свою постановку. Это не было ни расхождение в основных принципах, ни разрыв, — это было вполне естественное явление: ведь каждый художник или артист… должен в конце концов выйти на тот путь, к которому толкают его особенности его природы и таланта». 
 С годами пути режиссёров расходились всё дальше. Новаторские открытия Художественного театра постепенно сами превращались в штампы; ещё задолго до 1917 года оба основателя констатировали кризис, но как причины его, так и пути выхода из кризиса видели по-разному; в результате реформы, необходимость которых сознавали руководители МХТ, оставались неосуществлёнными.
В годы Гражданской войны положение театра усугубилось расколом труппы: выехавшая в 1919 году на гастроли по провинции значительная часть труппы во главе с Василием Качаловым в результате военных действий оказалась отрезана от Москвы и гастролировала на юге России и в Крыму и в конце концов отправилась за рубеж, гастролировала в Королевстве сербов, хорватов и словенцев. Лишь в 1922 году труппе удалось воссоединиться.
Студии
В начале 1920-х годов активизировалась студийная деятельность Художественного театра. Созданная Евгением Вахтанговым ещё в 1913 году любительская студия, поначалу терпевшая провалы и расколы, постепенно сформировалась в жизнеспособный коллектив и добилась признания как у публики, так и у руководства МХТ: в 1920 году она превратилась в 3-ю Студию МХАТ. В 1921 году группа актёров МХАТа организовала и 4-ю Студию.
В 1922 году во главе Первой студии стал Михаил Чехов, который в 1928 году, не принимая всех революционных перемен принял решение не возвращаться с гастролей в Германии, жил в США, снимался в кино, в частности в фильме «Заворожённый» (реж. А. Хичкок), за роль в котором номинировался на «Оскар» (1946)..
Основатели Художественного театра распространили свою реформаторскую деятельность и на музыкальный театр: в 1919 году образовалась Оперная студия Большого театра под руководством Станиславского, Немирович-Данченко в том же году создал Музыкальную студию МХТ. Студии на протяжении двух десятилетий существовали параллельно, с 1926 года, уже преобразованные в театры, — даже под одной крышей, но лишь в 1941 году были объединены в Музыкальный театр имени Станиславского и Немировича-Данченко.
Возрождение
В 1922 году значительная часть труппы Художественного театра во главе со Станиславским отправилась на двухгодичные гастроли по странам Европы (Германия, Чехословакия, Франция, Югославия) и США, где МХАТ оставил группу своих актёров, решивших не возвращаться в СССР. Гастроли можно было назвать триумфальными, тем не менее Станиславский в октябре 1922 года писал Немировичу-Данченко из Берлина: «Если б это было по поводу новых исканий и открытий в нашем деле, тогда я бы не пожалел красок и каждая поднесённая на улице роза какой-нибудь американкой или немкой и приветственное слово — получили бы важное значение, но теперь… Смешно радоваться и гордиться успехом „Фёдора“ и Чехова… Продолжать старое — невозможно, а для нового — нет людей. Старики, которые могут усвоить, не желают переучиваться, а молодёжь — не может, да и слишком ничтожна. В такие минуты хочется бросить драму, которая кажется безнадёжной, и хочется заняться либо оперой, либо литературой, либо ремеслом. Вот какое настроение навевают на меня наши триумфы».
За рубежом консервативный МХАТ принимали намного теплее, чем в родной Москве, где он проигрывал конкуренцию молодым коллективам, привлекавшим публику драматургией порою не самого высоко уровня, но актуальной. От учителей отдалялись и ученики: в 1924 году 1-я Студия превратилась в самостоятельный театр — МХАТ 2-й; то же ещё раньше произошло с 3-й Студией.
В 1923 году Станиславский в письме Немировичу-Данченко поставил диагноз: «Теперешний Художественный театр — не Художественный театр. Причины: а) потерял душу — идейную сторону; б) устал и ни к чему не стремится; в) слишком занят ближайшим будущим, материальной стороной; г) очень избаловался сборами; д) очень самонадеян, верит только в себя, переоценивает; е) начинает отставать, а искусство начинает его опережать; ж) косность и неподвижность…»
Оставшийся в Москве Немирович-Данченко приступил к реорганизации: отпустив на волю 1-ю, 3-ю и 4-ю студии, давно боровшиеся за независимость, он слил с Художественным театром 2-ю студию. Станиславский июля 1924 года писал по этому поводу из-за рубежа: «Подчиняюсь и одобряю все Ваши меры. 1-ю Студию — отделить. Это давнишняя болезнь моей души требует решительной операции. (Жаль, что она называется 2-й МХТ. Она изменила ему — по всем статьям)… Отсечь и 3-ю Студию — одобряю…». По поводу 2-й Студии Станиславский высказал сомнения: «Они милы и что-то в них есть хорошее, но, но и ещё но… Сольются ли конь и трепетная лань…». Однако по возвращении в Москву он солидаризировался с В. И. Немировичем-Данченко в том, что театр никогда ещё не имел такой разносторонне талантливой труппы.
Репертуар
См. также Спектакли Московского Художественного театра

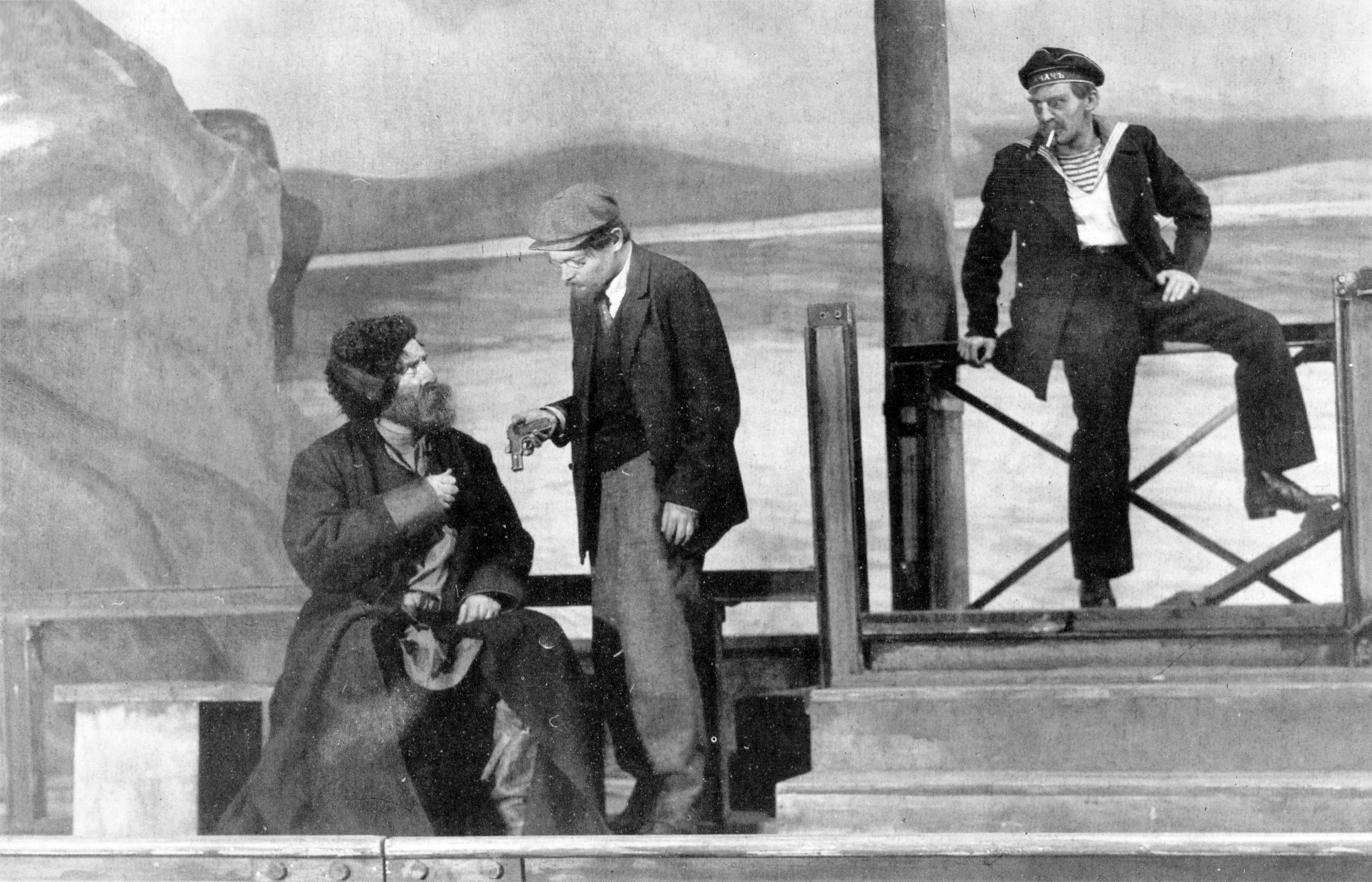
«Бронепоезд 14-69». Сцена из спектакля, 1927 год

Приём в труппу большой группы молодых артистов и режиссёров из различных студий МХАТа, преимущественно из 2-й (несколько человек пришли из 3-й студии, в том числе Юрий Завадский и Николай Горчаков), дал новый импульс развитию театра; в свою очередь, обращение к современной отечественной драматургии (первым опытом стал спектакль «Пугачёвщина» по пьесе К. Тренёва, поставленный Немировичем-Данченко в 1925 году), влекло за собой поиски новых средств выразительности.
Программным для Художественного театра советской эпохи стал спектакль «Дни Турбиных», поставленный в 1926 году под руководством К. С. Станиславского Ильёй Судаковым, пришедшим из 2-й студии МХАТ. Событием театральной жизни стал и поставленный Судаковым в следующем году спектакль «Бронепоезд 14-69» по пьесе Вс. Иванова.
Со второй половины 20-х годов современная отечественная драматургия заняла прочное место в репертуаре театра, причём создание многих произведений было инициировано самим руководством МХАТа, в первую очередь Немировичем-Данченко. Вместе с тем важными вехами в истории театра стали и новые прочтения классики: «Горячее сердце» А. Островского, «Безумный день, или Женитьба Фигаро» П. О. Бомарше, «Воскресение» Л. Н. Толстого.

#### 1930-е годы
Разногласия между основателями Художественного театра привели к тому, что во второй половине 20-х годов К. С. Станиславский фактически самоустранился от руководства театром, редко ставил спектакли сам, в основном руководил работой молодых режиссёров и даже в этой роли с годами выступал всё реже, значительно больше внимания уделяя своему Оперному театру. В последний раз Станиславский переступил порог МХАТа в конце 1934 года.
Немирович-Данченко тем временем боролся с мхатовскими штампами: с актёрскими штампами житейского правдоподобия, которые он называл «правдёнкой», с измельчавшим за 30 лет мхатовским бытовизмом, добиваясь в своих спектаклях широких обобщений явлений и характеров. Продолжались поиски и в области сценографии: к работе в Художественном театре был привлечён молодой Владимир Дмитриев, один из лучших театральных художников 1930—1940-х годов, в 1941 году ставший главным художником МХАТа; многообразие сценических решений обеспечивало сотрудничество с самыми разными художниками, в том числе Николаем Крымовым и Константином Юоном, Петром Вильямсом и Вадимом Рындиным, позже Николаем Акимовым и Владимиром Татлиным.
В январе 1932 года официальное наименование МХАТа дополнила аббревиатура «СССР», обозначившая его особый статус, наряду с Большим и Малым театрами. В сентябре того же года театру было присвоено имя М. Горького.
27 апреля 1937 года МХАТ СССР имени Горького был награждён орденом Ленина (за выдающиеся успехи в области театрально-художественного творчества), а 26 октября 1938 года — орденом Трудового Красного Знамени (за выдающиеся заслуги в развитии советской театральной культуры и в связи с 40-летним юбилеем).
Со второй половины 1930-х годов ситуация в Художественном театре вполне отражала ситуацию в стране: под пристальным вниманием высших партийных органов театр не мог избежать постановок слабых, но сервильных пьес, сочинений, «рекомендованных» Главреперткомом; иные актёры писали на своих коллег доносы, жертвами которых стали, в частности, Михаил Названов и Юрий Кольцов. Были репрессированы и руководители театра, такие как М. П. Аркадьев (расстрелян в 1937 году), Я. О. Боярский (расстрелян в 1940 году), режиссёр В. Г. Сахновский (арестован в 1941 году).
Репертуар
См. также Спектакли Московского Художественного театра
Присвоенное МХАТу в 1932 году имя М. Горького обязывало театр иметь его пьесы в своём репертуаре, и в 30-х годах, впервые после 1905-го, МХАТ вновь обратился к Горькому, поставив сначала инсценировку повести «В людях» (1933), а затем и его пьесы: «Егор Булычёв и другие», «Враги», «Достигаев и другие». За постановку «Врагов» театр взялся по настоянию Сталина, и в 1935 году этот спектакль был признан эталоном социалистического реализма. «Он поражал, — пишет И. Соловьёва, — лаконичностью и мощью формы, законченностью характеров; при открытой и жестокой политической тенденциозности это был „театр живого человека“, в правде существования которого на сцене не приходилось сомневаться».
В 1930-х годах в афише театра уже крайне редко появлялись произведения зарубежной драматургии, да и то исключительно классика: Мольер, Диккенс, Шеридан, — и это тоже было «веяние времени». В это время на театральной сцене, по словам И. Соловьёвой, утверждались «ясность и жизнеподобие, морализм, твёрдая дидактика, воля к простоте». Репертуар приблизительно поровну делился между советской драматургией и отечественной классикой: Немирович-Данченко в этот период поставил «Анну Каренину», «Грозу», новые прочтения «Горя от ума» и «Трёх сестёр» Чехова; ещё раньше под руководством Станиславского были поставлены «Мёртвые души» (инсценировка М. Булгакова). Пьесы советских драматургов чаще ставили молодые режиссёры: Илья Судаков, Николай Горчаков, Михаил Кедров, иногда под руководством Немировича-Данченко.

#### В годыВеликой Отечественной войны
Начало Великой Отечественной войны МХАТ встретил в Минске, куда прибыл на гастроли 16 июня 1941 года. Спектакли продолжались до 24 июня, когда в результате массированных налётов немецкой авиации в течение дня был уничтожен почти весь центр города, погибли тысячи людей. Бомбой была разрушена часть здания театра, погибли все декорации и костюмы. Коллектив Художественного театра сумел самостоятельно выбраться из горящего города и вернулся в Москву 29 июня.
В октябре 1941 года МХАТ был эвакуирован в Саратов, где занял здание Саратовского ТЮЗа. Ответственность за труппу на этот период была возложена на Н. П. Хмелёва. По решению Правительства в сентябре 1941 года Вл. И. Немирович-Данченко вместе с группой ведущих артистов МХАТа были эвакуированы в Нальчик, а затем в Тбилиси.
В ноябре 1942 года МХАТ вернулся в Москву.
В 1943 году при театре была создана Школа-студия, получившая имя В. И. Немировича-Данченко.
Ещё в 1923 года при театре был создан музей, позже появились два филиала: Дом-музей К. С. Станиславского и Мемориальная квартира Вл. И. Немировича-Данченко.

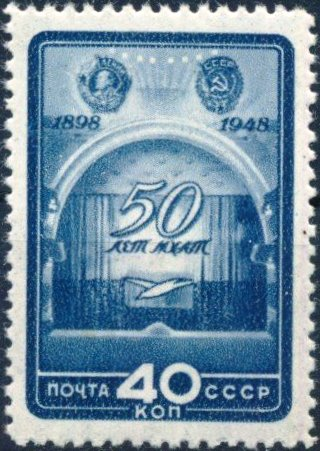
Почтовая марка, 1948 год. 50-летие Московского Художественного академического театра СССР имени М. Горького. Занавес МХАТа.

#### После Немировича-Данченко
См. также Спектакли Московского Художественного театра

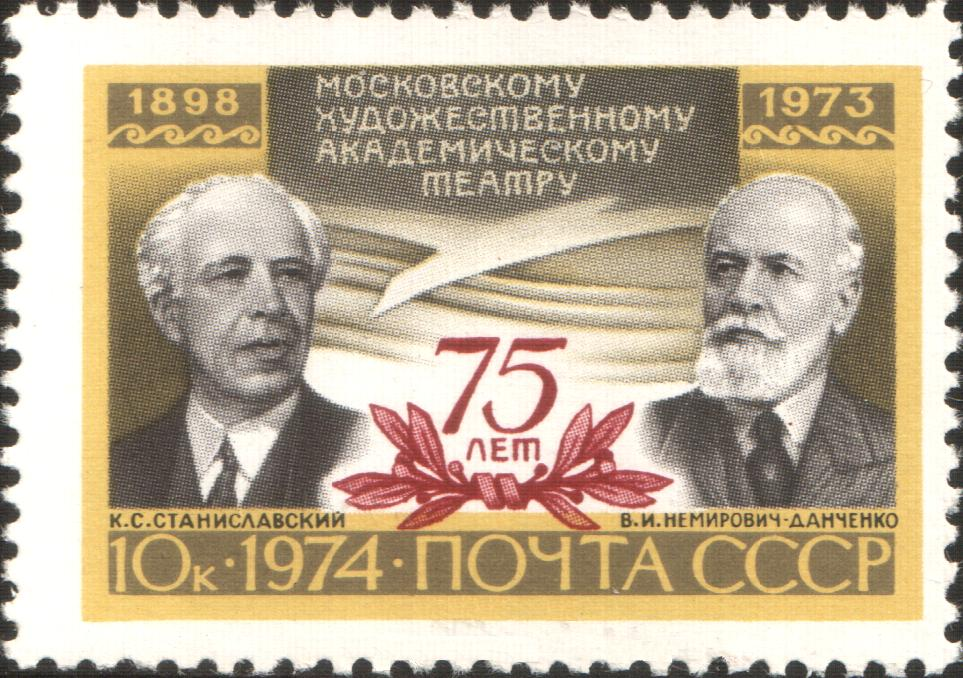
Почтовая марка СССР 1974 года. 75 лет театру

Фактически руководивший театром с конца 1920-х годов Вл. И. Немирович-Данченко умер в Москве 25 апреля 1943 года на 85-м году жизни. МХАТ возглавили два выдающихся актёра: Николай Хмелёв стал художественным руководителем, Иван Москвин — директором.
В 1940-х годах театр потерял своих выдающихся актёров — Л. Леонидова, М. Лилину, В. Качалова, М. Тарханова, Б. Добронравова, главного художника В. Дмитриева и постоянно сотрудничавшего с театром П. Вильямса.
В ноябре 1945 года ушёл из жизни Хмелёв, в феврале 1946 года не стало Москвина, художественным руководителем МХАТа был назначен Михаил Кедров, однако несколько лет спустя руководство театром взял в свои руки Художественный совет, состоявший из его ведущих актёров; членом Совета был и М. Кедров, с 1949 по 1955 год — главный режиссёр; но в 1955 году и эта должность была упразднена; художественное руководство театром осуществляли Виктор Станицын, Борис Ливанов, Михаил Кедров и Владимир Богомолов.

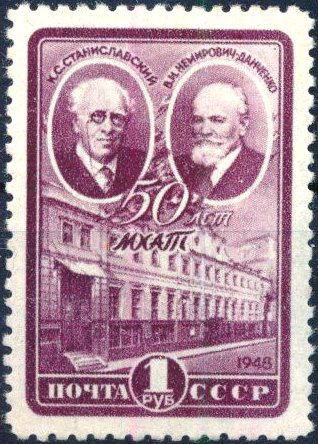
Почтовая марка, 1948 год .50-летие Московского Художественного академического театра СССР имени М. Горького. Основатели театра К. С. Станиславский и В. И. Немирович-Данченко.

В послевоенные годы ещё более ужесточилась репертуарная политика; в изданном в августе 1946 года постановлении ЦК ВКП(б) «О репертуаре драматических театров и мерах по его улучшению» отмечалось, что пьесы советских авторов «оказались фактически вытесненными из репертуара крупнейших драматических театров страны» и, в частности, во МХАТе «из 20 идущих спектаклей лишь 3 посвящены вопросам современной советской жизни»; однако и те пьесы, которые шли в театрах, подверглись критике. Уже в конце 1940-х годов обозначилось противоречие: спектакли, получавшие официальное признание, не привлекали зрителей и не удерживались в репертуаре. По свидетельству М. Строевой, к концу сталинской эры билеты во МХАТ уже продавали «в нагрузку» к оперетте или цирку.
Беспокойство по поводу состояния труппы Немирович-Данченко высказывал ещё в 1943 году: «Их там 60 человек, из них десяти—двенадцати я верю». Слабая драматургия послевоенных лет стала плохой школой и для молодых артистов МХАТа; именно для талантов мхатовской школы, считает историк театра, было особенно важно, с чего начинать: с пьес Чехова, как первое поколение актёров, с «Дней Турбиных», «Горячего сердца», «Женитьбы Фигаро», как второе поколение в середине 20-х, или с лживых советских пьес послевоенных лет. О первых выпускниках Школы-студии МХАТ, пополнивших труппу в конце 1940-х годов, Инна Соловьёва пишет: «Набиравшие сценический опыт во „Второй любви“ Елизара Мальцева (…), в „Чужой тени“ К. Симонова, в „Заговоре обречённых“ Н. Вирты, в „Зелёной улице“ А. Сурова, в „Залпе Авроры“ М. Чиаурели и М. Большинцова, молодые актёры приучались к органичности без заботы о правдивости. Органичность без правдивости, органичность в лжи — поругание души МХТ, извращение его наследственной техники. Для тех, кто втянулся, возврата в общем-то нет».
В 1950—1960-х годах МХАТ переживал кризис режиссуры: и выбор пьес для постановки, и выбор исполнителей часто определялся интересами ведущих актёров; не имея продуманной репертуарной политики, театр ставил пьесы-однодневки: «Репертуар, — пишет И. Соловьёва, — строился так, что каждый спектакль не замечал соседства, тем более не рассчитывал на него, на какую-то перекличку нравственных и художественных мотивов, на какое-то развитие мыслей, взглядов на жизнь или искусство». К постановкам нередко привлекались непрофессиональные режиссёры — ведущие актёры театра. МХАТ терял зрителя, тем не менее, превращённый ещё в конце 1930-х годов в эталон и образец для подражания, он по-прежнему оставался вне критики, что усугубляло ситуацию.
По мнению И. Н. Соловьёвой, во второй половине 1950-х годов, когда молодые выпускники его Школы-студии создавали «Современник», МХАТ как нельзя более соответствовал характеристике, данной ему Станиславским в период кризиса начала 1920-х годов.
К концу 1960-х годов у МХАТа ухудшились сборы: зрительный зал заполняли «гости столицы», — труппа насчитывала полторы сотни актёров, многие из которых не выходили на сцену годами; расколотая на группировки, эта труппа изнемогала от внутренней борьбы. В 1970 году по выбору старейших актёров МХАТа Министерство культуры назначило главным режиссёром театра выпускника Школы-студии МХАТ Олега Ефремова, создателя и художественного руководителя «Современника».

#### МХАТ при Ефремове
См. также Ефремов, Олег Николаевич, Спектакли Московского Художественного театра
Как некогда Георгий Товстоногов в Большой драматический, Ефремов был назначен главным режиссёром для спасения театра, не получив, однако, тех полномочий, которыми обладал художественный руководитель БДТ: если Товстоногов в первый же год уволил треть труппы, то Ефремову кадровые вопросы пришлось решать за счёт дальнейшего расширения и без того раздутого штата.
Олег Ефремов сумел вдохнуть новую жизнь в театр, поставить ряд значительных спектаклей, отчасти обновить труппу и привлечь во МХАТ выдающихся актёров — Иннокентия Смоктуновского, Андрея Попова, Евгения Евстигнеева, вернуть зрителей; но преодолеть внутренние проблемы театра ему так и не удалось.
В 1978 году МХАТ СССР имени Горького был награждён орденом Октябрьской Революции.
Труппа непомерно разрасталась, к середине 1980-х годов достигла 200 человек, и управлять ею становилось всё труднее; необходимость находить работу для возможно большего числа артистов в значительной мере определяла репертуарную политику: наряду с такими спектаклями, как ефремовские «Чайка» (1980) или «Дядя Ваня» (1985) и «Тартюф» Анатолия Эфроса (1981) или «Господа Головлёвы» Льва Додина (1984), появлялось и немалое количество проходных работ. «Значительная часть актёров, — вспоминал Олег Табаков, — оказалась не востребована Олегом, он элементарно не мог найти работу для каждого, распределив роли равномерно между всеми… Если артист сидит без дела год, второй, третий, он начинает проявлять беспокойство и неудовольствие. Словом, проблемы долго накапливались, обстановка сложилась не самая творческая и благоприятная».
На деле внутри театра сложились две труппы, каждая со своим репертуаром и своими режиссёрами, — и в конце концов в марте 1987 года Ефремов поставил вопрос о разделе. Он предложил автономию двух трупп, из которых одна разместилась бы в Камергерском переулке, другая — в филиале на улице Москвина; партийное собрание театра вынесло решение о недопустимости раздела, однако общее собрание проголосовало за автономию. Ефремов, по свидетельству А. Смелянского, не имел внятного плана сосуществования двух трупп, однако меньше всего ожидал, что в результате в Москве образуются два театра:
- труппа под руководством О. Н. Ефремова, которая в 1989 году ненадолго получила название МХАТ имени А.П. Чехова, но вскоре избавилась от определения «академический»;
- труппа под руководством Татьяны Дорониной, которая сохраняет историческое название МХАТ имени М. Горького.

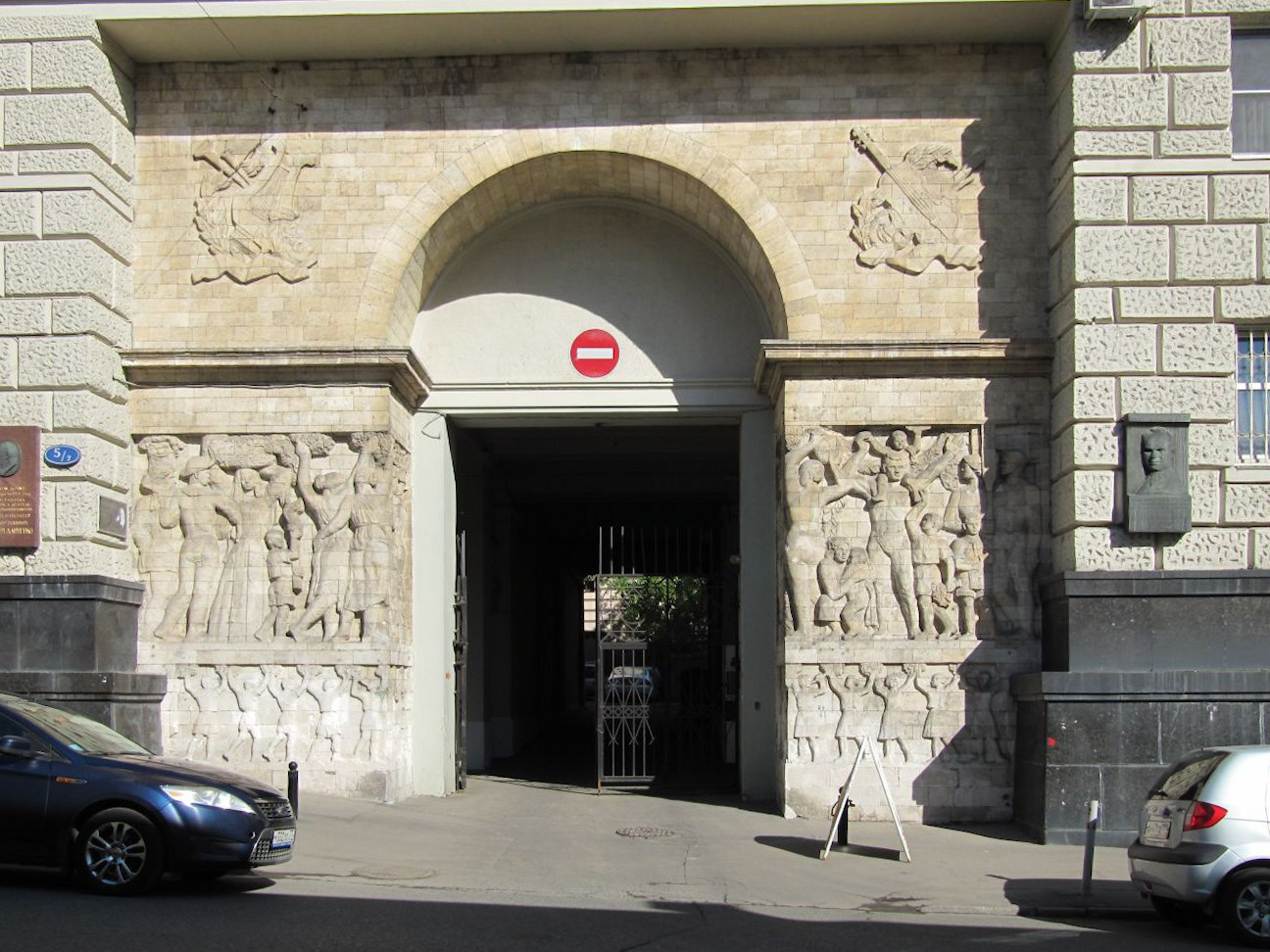
Москва, Глинищевский переулок, 5/7. Дом артистов МХТ. Здесь расположен мемориальный музей-квартира В. И. Немировича-Данченко.

## Сцены

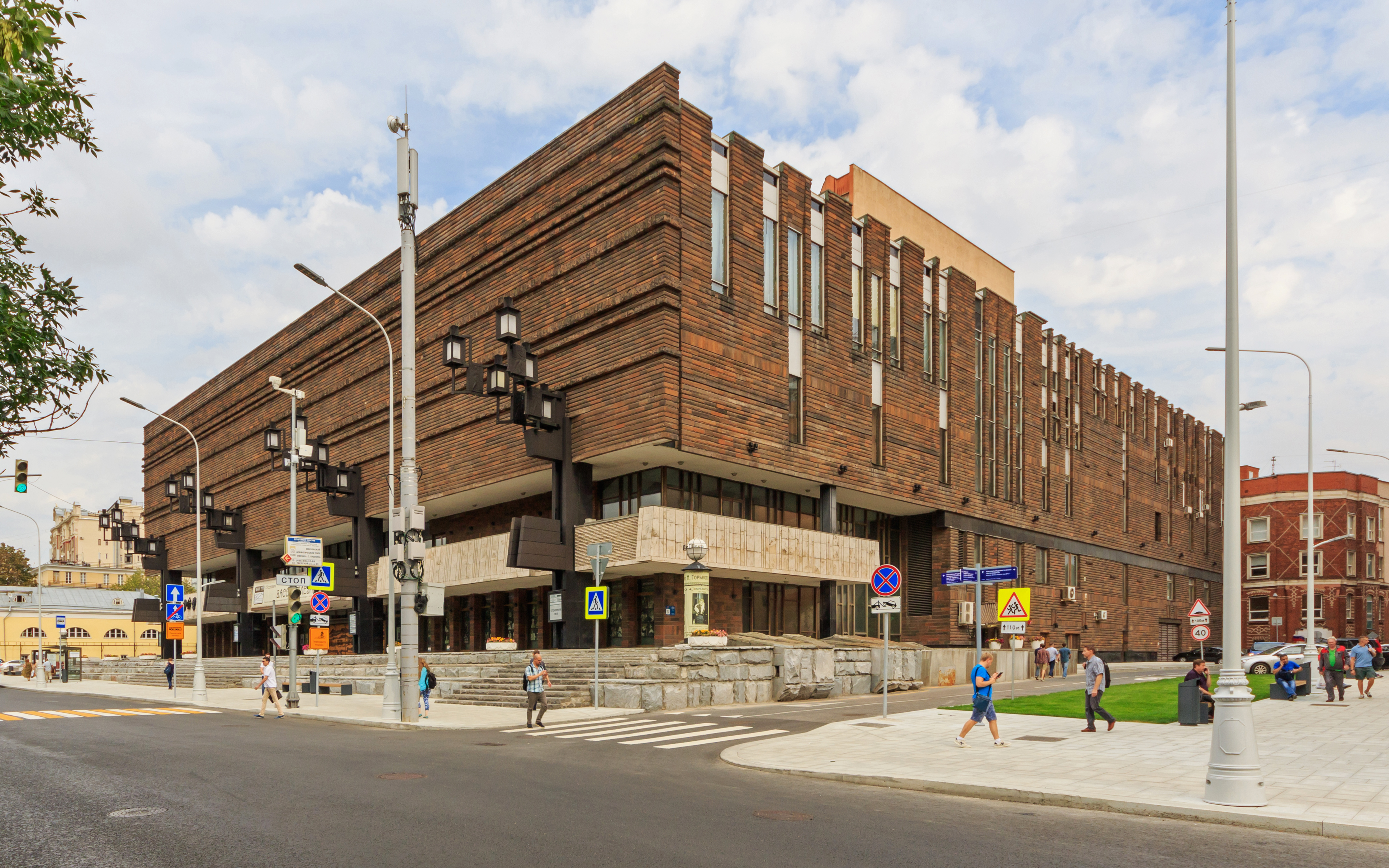
Здание МХАТ имени Горького на Тверском бульваре

На протяжении первых 35 лет своего существования Художественный театр давал спектакли на одной сцене; в 1933 году он получил в своё распоряжение здание бывшего Театра Корша в Петровском переулке (позднее — ул. Москвина) со зрительным залом на 1047 мест, где был открыт филиал театра.
Поскольку историческое здание в Камергерском переулке требовало реконструкции (и было закрыто в 1978 году на реконструкцию, длившуюся целое десятилетие), в 1973 году для МХАТа было построено новое здание на Тверском бульваре, дом № 22, оснащённое новейшей театральной техникой, с гигантской сценой высотой более 30 метров и зрительным залом на 1472 места.
Таким образом, к моменту раздела МХАТ располагал тремя сценами: в новом здании на Тверском бульваре, в проезде Художественного театра (ныне Камергерский переулок) и филиалом на улице Москвина, позже закрытым на реконструкцию.

## Труппа

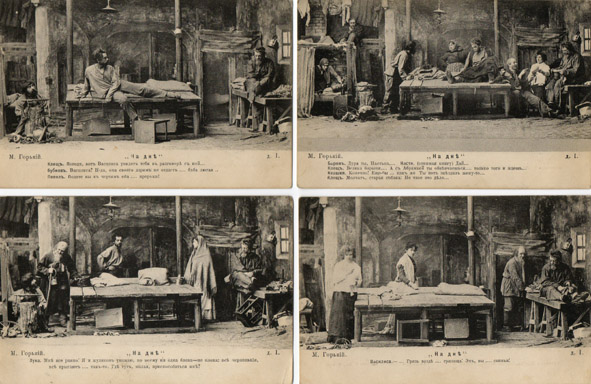
«На дне». Постановка МХТ, 1903 год

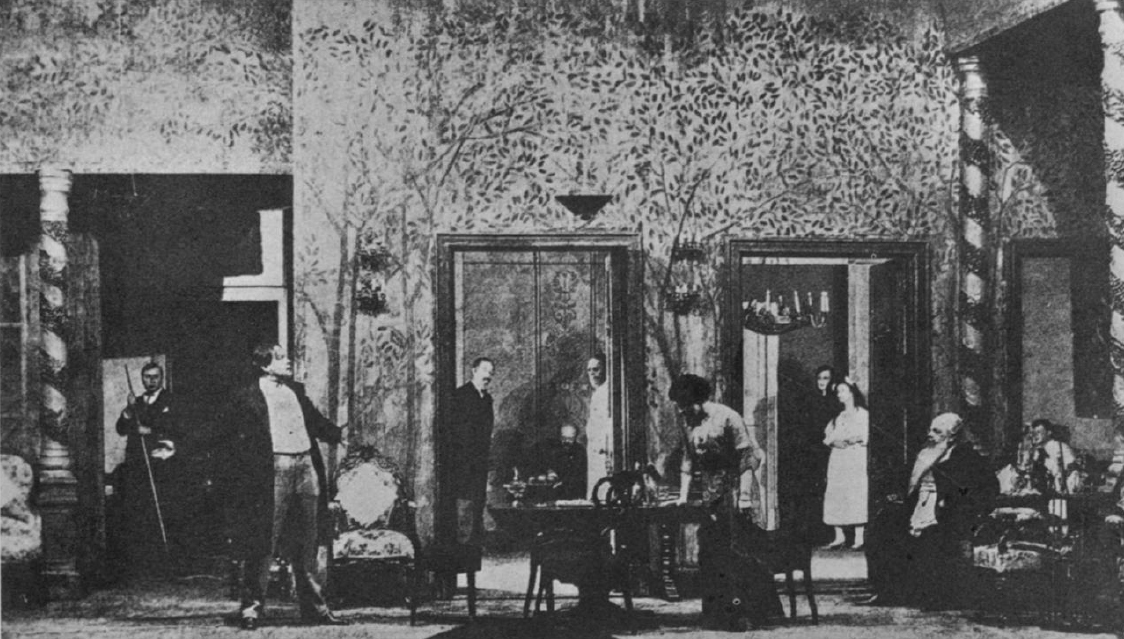
Спектакль «Вишнёвый сад», 1904 год

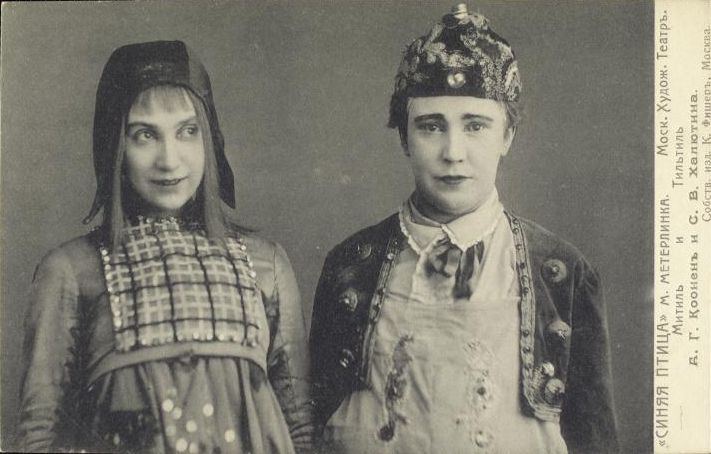
Алиса Коонен и София Халютина в спектакле «Синяя птица» МХТ 1908 год

Свою первую труппу Станиславский и Немирович-Данченко набирали преимущественно из молодых, неизвестных артистов и даже любителей, получавших профессиональное образование в процессе работы; через несколько лет многие из них, в первую очередь Иван Москвин, Василий Лужский, Ольга Книппер-Чехова и пришедший в театр в 1900 году Василий Качалов, уже были «звёздами» московской сцены. В дальнейшем Художественный театр превратился в своего рода школу, из которой многие отправлялись в самостоятельное плавание; оперившимся дарованиям становилось тесно в большой по тем временам и богатой талантами труппе. В 1902 году ушёл с группой артистов Всеволод Мейерхольд, чтобы создать собственный театр; ушла Алиса Коонен, чтобы вместе с Александром Таировым создать новый театр и стать его примадонной; ушёл Андрей Лаврентьев, чтобы в Петербурге прославиться уже в качестве режиссёра и стать одним из основателей Большого драматического театра; экспериментальные студии МХТ порою превращались в самостоятельные театральные коллективы, как Студия Евгения Вахтангова и 1-я Студия во главе с Михаилом Чеховым… Художественный театр постоянно терял артистов, но обретал новых учеников.
В 1924 году в труппу МХАТа была принята большая, более 20 человек, группа молодых артистов, воспитанных в его студиях и составивших так называемое «второе поколение» актёров Художественного театра — второе поколение его «звёзд» и «легенд»; в их числе были Алла Тарасова, Ольга Андровская, Ангелина Степанова, Николай Баталов, Борис Добронравов, Николай Хмелёв, Марк Прудкин, Михаил Яншин и ряд других не менее прославленных артистов.

## Режиссёры
(в скобках указаны годы работы в театре)
- Станиславский, Константин Сергеевич (1898—1934)
- Немирович-Данченко, Владимир Иванович (1898—1943)
- Лужский, Василий Васильевич (1898—1930)
- Мчеделов, Вахтанг Леванович (с 1904)
- Леонидов, Леонид Миронович (1903—1915 и  1920—1934)
- Сулержицкий, Леопольд Антонович (1905—1916)
- Марджанов, Константин Александрович (1910—1913)
- Смышляев, Валентин Сергеевич (1915—1924)
- Санин, Александр Акимович (1917—1919)
- Раевский, Иосиф Моисеевич (1922—1970)
- Горчаков, Николай Михайлович (1924—1956)
- Кедров, Михаил Николаевич (с 1924 года; в 1946—1949 годах — художественный руководитель; в 1949—1955 годах — главный режиссёр)
- Судаков, Илья Яковлевич (1924—1933)
- Сахновский, Василий Григорьевич (с 1926), первый руководитель школы-студии МХАТ (1943)
- Богомолов, Владимир Николаевич (с 1951)
- Ефремов, Олег Николаевич — главный режиссёр театра (1970—1987)

## Люди театра
(в скобках указаны годы работы в театре)
- Симов, Виктор Андреевич (1898—1932) — художник
- Гремиславский, Яков Иванович (1898—1941) — художник-гримёр, педагог
- Ахалина, Прасковья Николаевна (1898—1910) — суфлёр в Обществе искусства и литературы, затем в Художественном театре с самого его возникновения
- Сац, Илья Александрович (с 1906) — заведующий музыкальной частью, композитор, дирижёр
- Демидов, Николай Васильевич (1921—1925) — педагог 4-й студии МХТ